# 손호현
손호현(孫昊鉉, 1961년 3월 2일~)은 대한민국의 정치인이다. 제6·7대 경상남도 의령군의원, 제11대 경상남도의원을 지냈다.

## 학력
- 지산국민학교 25회 (폐교) 졸업
- 지정중학교 7회 졸업
- 창신공업고등학교 졸업
- 진주산업대학교 산업경제학 학사 졸업

## 경력
- 육군하사 만기 제대
- 창원시청 근무
- 경상남도청 근무
- 의령군청 근무
- 지산초등학교 25회 동창회장
- 경상남도청 의령군 향우회 총무
- 경상남도청 기획관리실정보화 담당관실
- 의령군청 기획감사실
- 재향군인회 회원
- 2010.07 ~ 2014.06 제6대 경상남도 의령군의회 의원
- 2010.07 ~ 2012.07 제6대 경상남도 의령군의회 전반기 산업건설위원회 위원
- 2010.07 ~ 2012.07 제6대 경상남도 의령군의회 전반기 자치행정위원회 위원
- 2010.07 ~ 2012.07 제6대 경상남도 의령군의회 전반기 예산결산특별위원회 위원
- 2012.07 ~ 2014.06 제6대 경상남도 의령군의회 후반기 자치행정위원회 위원장
- 2012.07 ~ 2014.06 제6대 경상남도 의령군의회 후반기 예산결산특별위원회 위원
- 2014.07 ~ 2018.06 제7대 경상남도 의령군의회 의원
- 2014.07 ~ 2016.07 제7대 경상남도 의령군의회 전반기 산업건설위원회 위원
- 2014.07 ~ 2016.07 제7대 경상남도 의령군의회 전반기 예산결산특별위원회 부위원장
- 2016.07 ~ 2018.06 제7대 경상남도 의령군의회 후반기 의장
- 2018.07 ~ 2021.02 제11대 경상남도의회 의원
- 2018.07 ~ 2020.07 제11대 경상남도의회 전반기 의회운영위원회 위원
- 2018.07 ~ 2020.07 제11대 경상남도의회 전반기 농해양수산위원회 부위원장
- 2020.07 ~ 2021.02 제11대 경상남도의회 후반기 경제환경위원회 위원

## 수상
- 행정자치부장관 표창
- 경상남도지사 표창
- 새누리당 표창
- 민주평화통일자문회의 도지사 표창

## 역대 선거 결과
|  | 33.04% |

|  | 23.66% |

|  | 0% |

|  | 46.77% |

|  | 18.20% |